# MailChimp
MailChimp – amerykańska firma, jeden z liderów w branży e-mail marketingu, założona w 2001. Posiada 3,5 mln użytkowników, którzy wysyłają miesięcznie 4 mld maili. Zatrudnia ponad 800 osób.
Jej głównym produktem jest platforma online do wysyłania profesjonalnych maili do masowego odbiorcy.
W logo firmy jest szympans, a firmowa strona zawiera wiele żartobliwych odniesień do tego gatunku ssaków.
Wysyłanie maili do listy adresowej nie większej niż 2 tys. wpisów jest w systemie darmowe.